# إخوة ليلى
إخوة ليلى (بالفارسية: برادران لیلا) هو فيلم دراما إيراني من تأليف وإخراج سعيد روستايي، ومن بطولة ترانة عليدوستي، نافيد محمد زاده، بيمان المعادي وفرهاد أصلاني. عرض الفيلم لأول مرة خلال مهرجان كان السينمائي 2022.

## روابط خارجية
- إخوة ليلى على موقع IMDb (الإنجليزية)
- إخوة ليلى على موقع ألو سيني (الفرنسية)
- إخوة ليلى على موقع قاعدة بيانات الفيلم (الإنجليزية)
- إخوة ليلى على موقع ليتربوكسد (الإنجليزية)